# Lamachella germanica
Lamachella germanica is een vliegensoort uit de familie van de Hybotidae. De wetenschappelijke naam van de soort is voor het eerst geldig gepubliceerd in 1997 door Chvala & Stark.